# Уцнах
Уцнах (нім. Uznach) — місто  в Швейцарії в кантоні Санкт-Галлен, виборчий округ Зее-Гастер.

## Географія
Місто розташоване на відстані близько 125 км на схід від Берна, 37 км на південний захід від Санкт-Галлена.
Уцнах має площу 7,5 км², з яких на 26% дозволяється будівництво (житлове та будівництво доріг), 44,8% використовуються в сільськогосподарських цілях, 23,1% зайнято лісами, 6,1% не є продуктивними (річки, льодовики або гори).

## Демографія
2019 року в місті мешкало 6489 осіб (+11,1% порівняно з 2010 роком), іноземців було 27,9%. Густота населення становила 861 осіб/км².
За віковим діапазоном населення розподілялося таким чином: 22,7% — особи молодші 20 років, 59,9% — особи у віці 20—64 років, 17,4% — особи у віці 65 років та старші. Було 2641 помешкань (у середньому 2,4 особи в помешканні).
Із загальної кількості 3500 працюючих 42 було зайнятих в первинному секторі, 892 — в обробній промисловості, 2566 — в галузі послуг.

## Транспорт

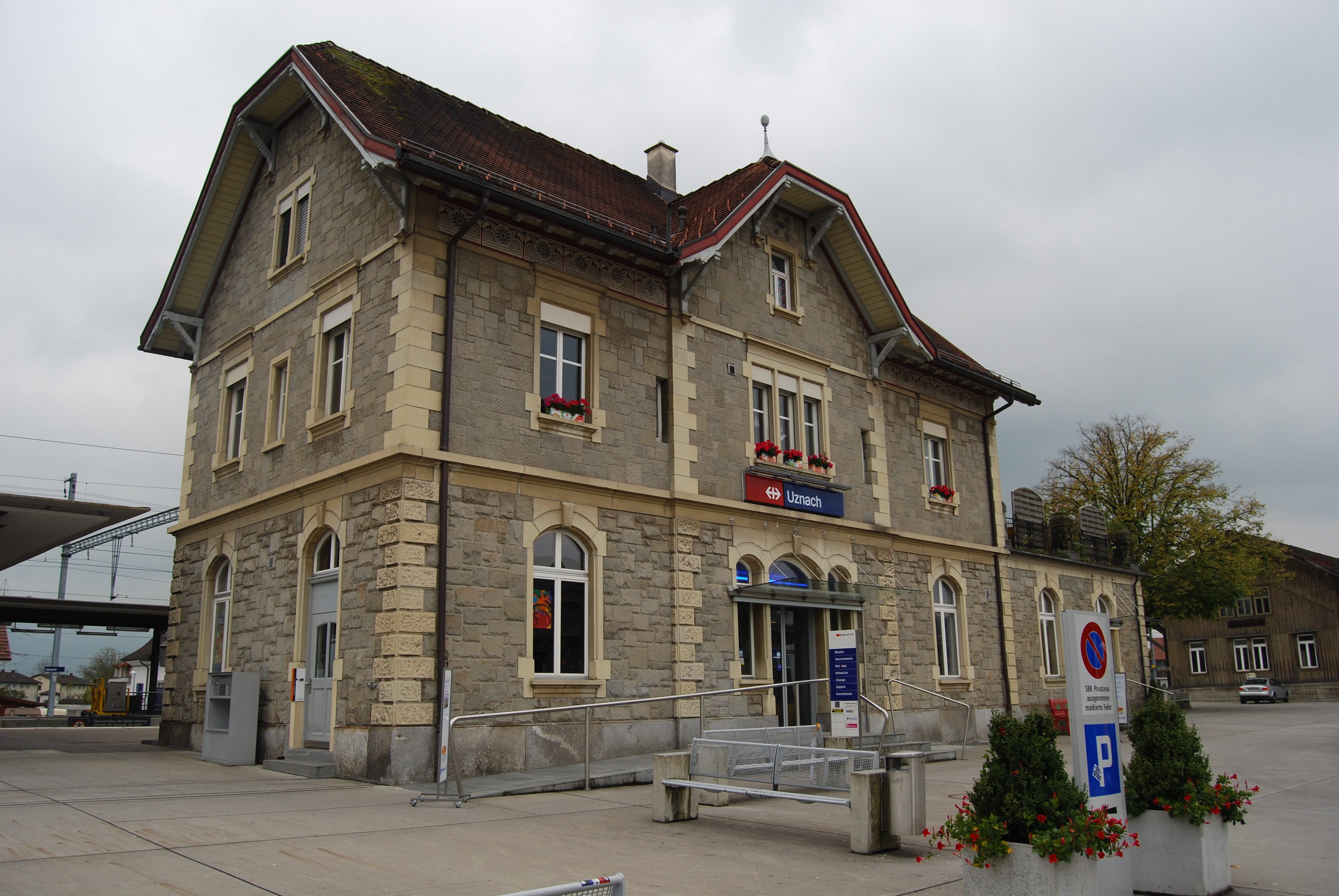
Вокзал

Уцнах є транспортним вузлом.

## Галерея

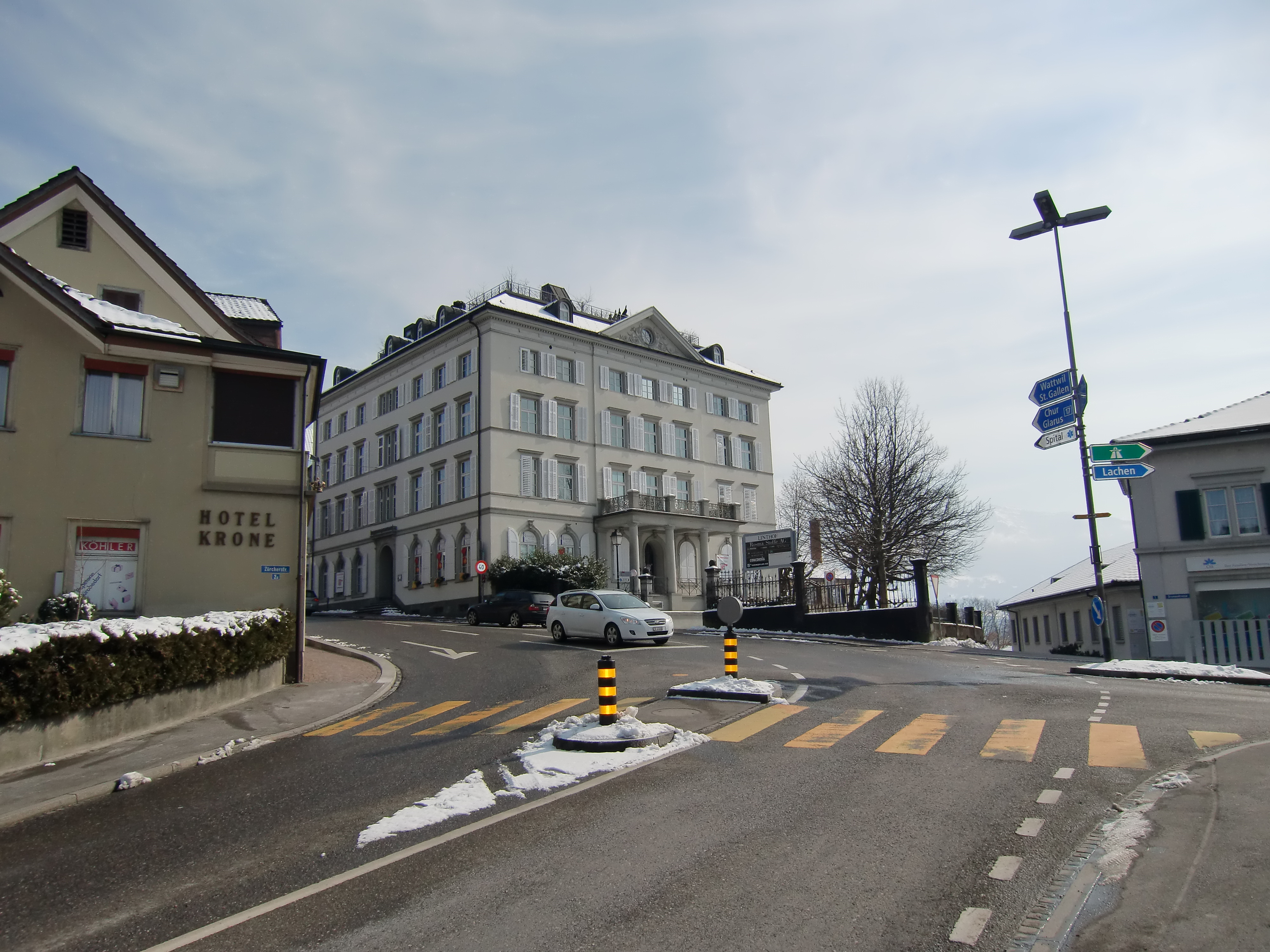
Linthhof
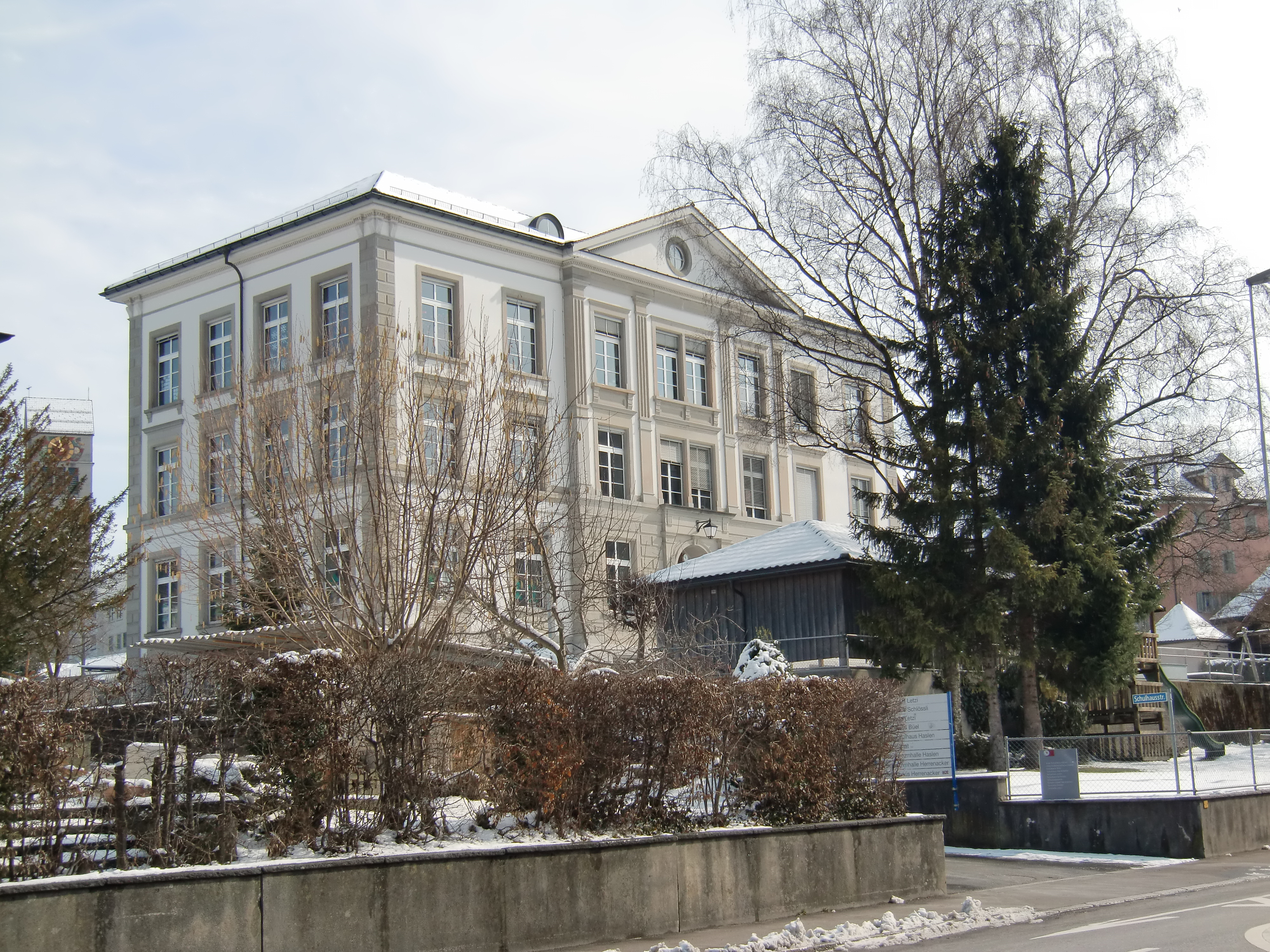
Школа "Letzi"
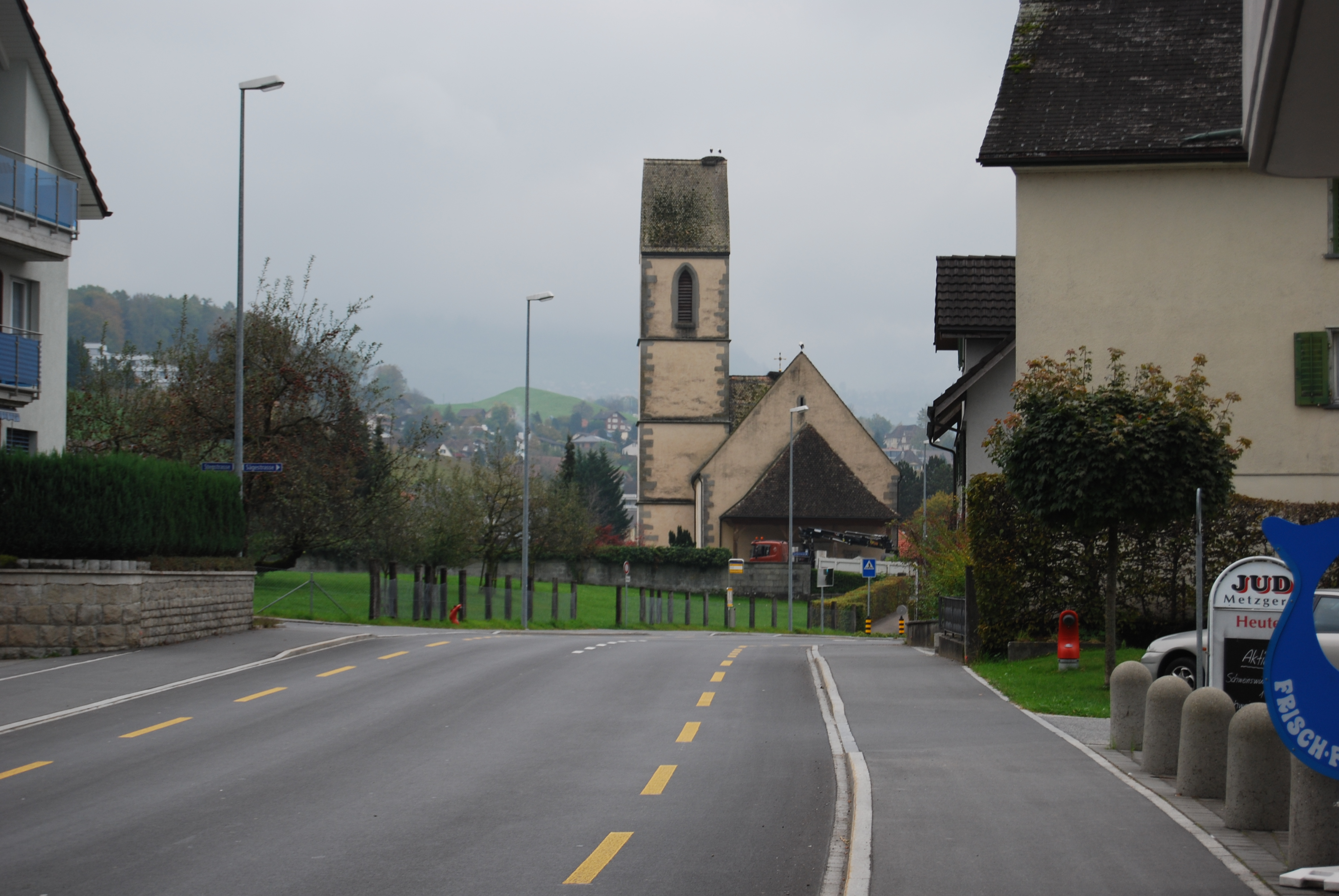
Католицька церква Святого Хреста (ХІІІ ст.)
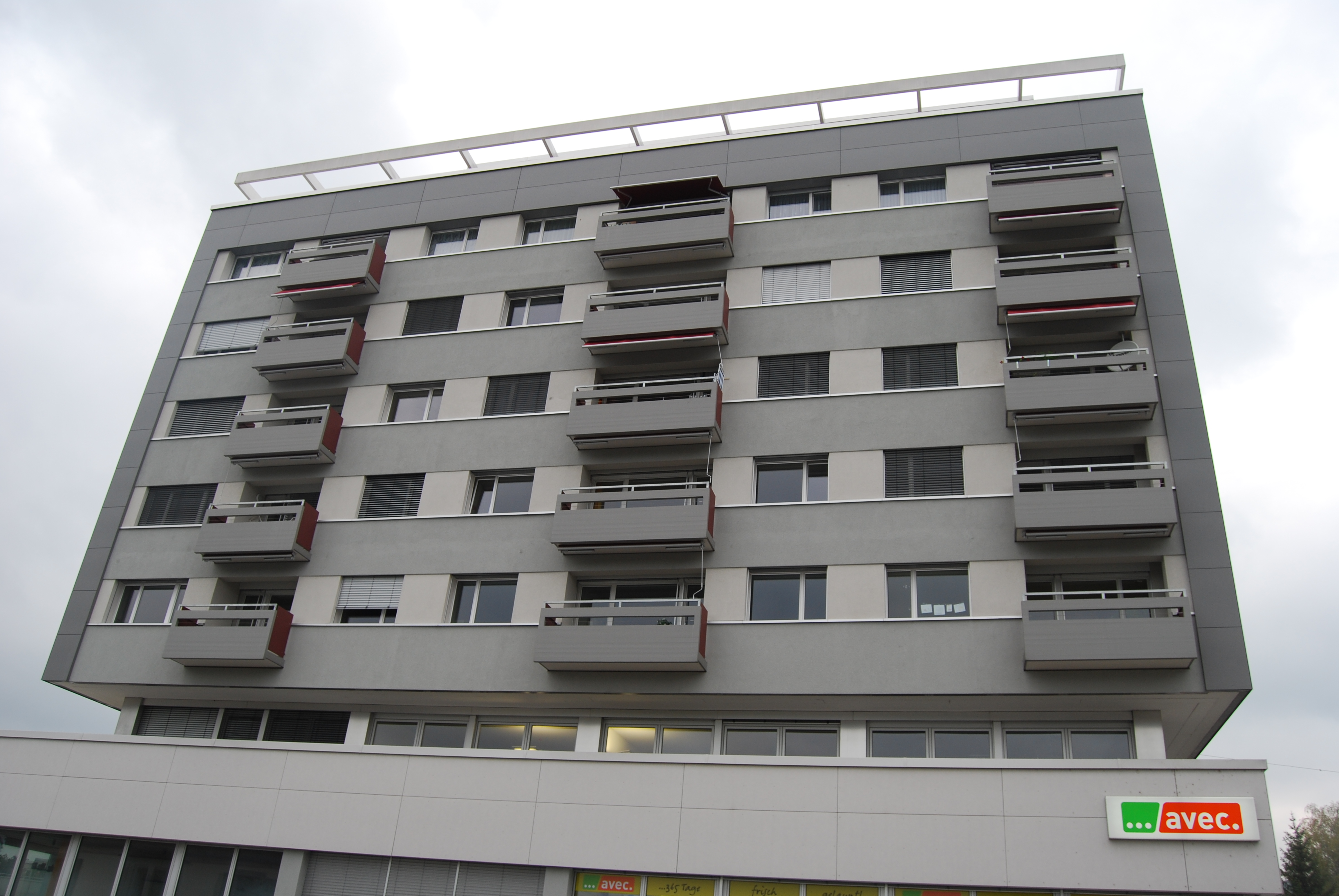
Багатоповерховий будинок "Ochsen"
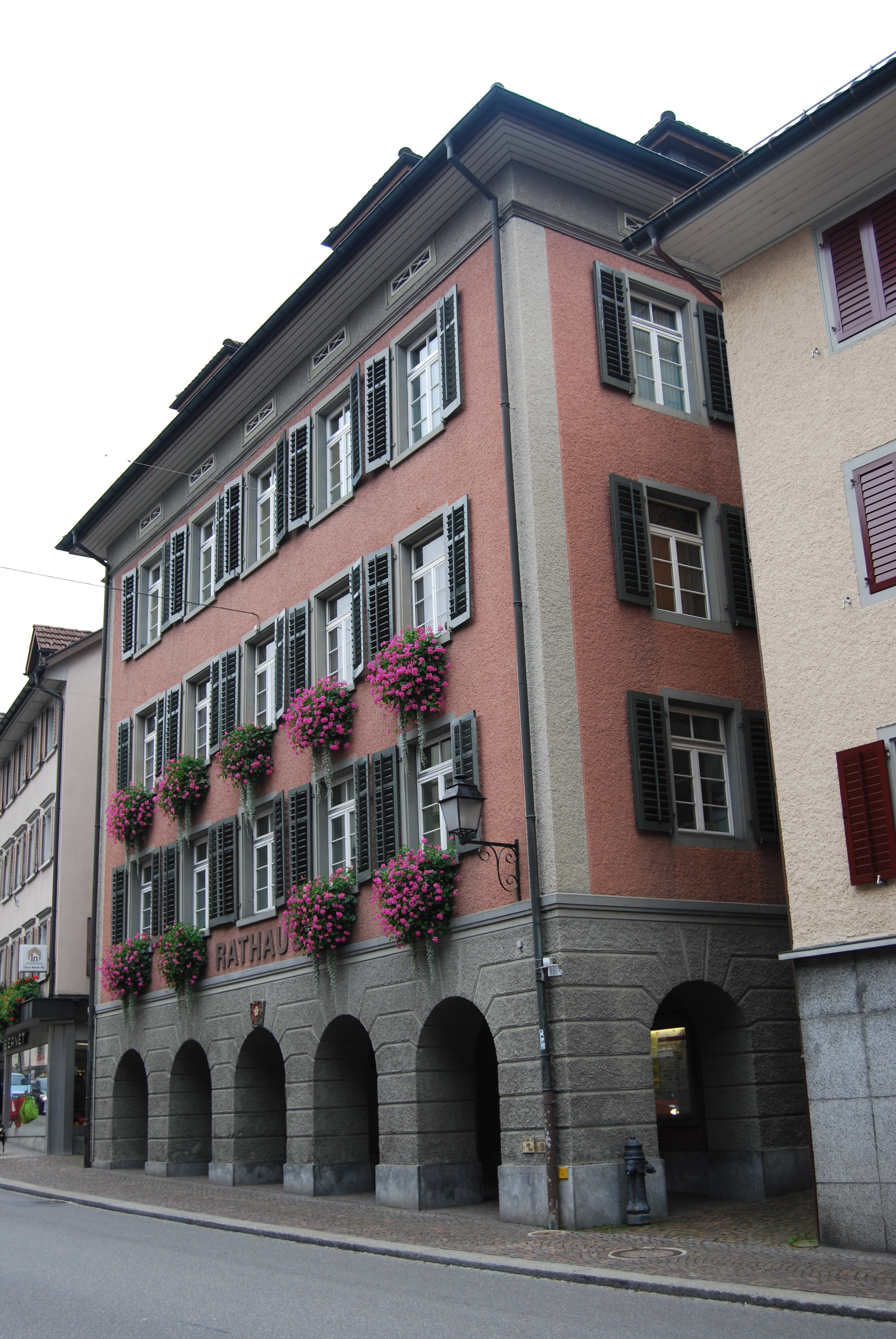
Міськрада (Rathaus)